# Epirhyssa spiloptera
Epirhyssa spiloptera là một loài tò vò trong họ Ichneumonidae.